# 甘納豆

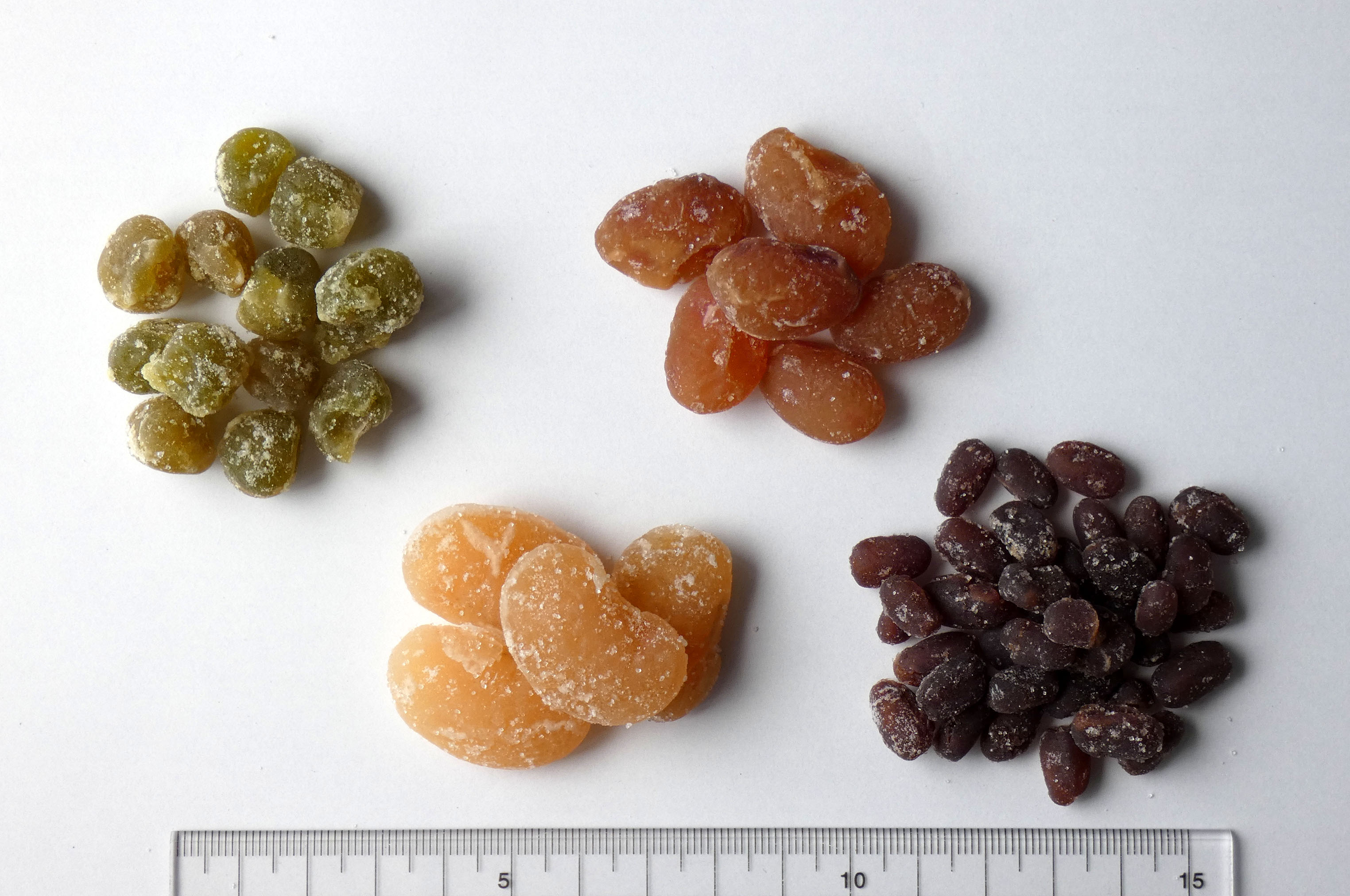
左から、うぐいす、白花、金時、小豆

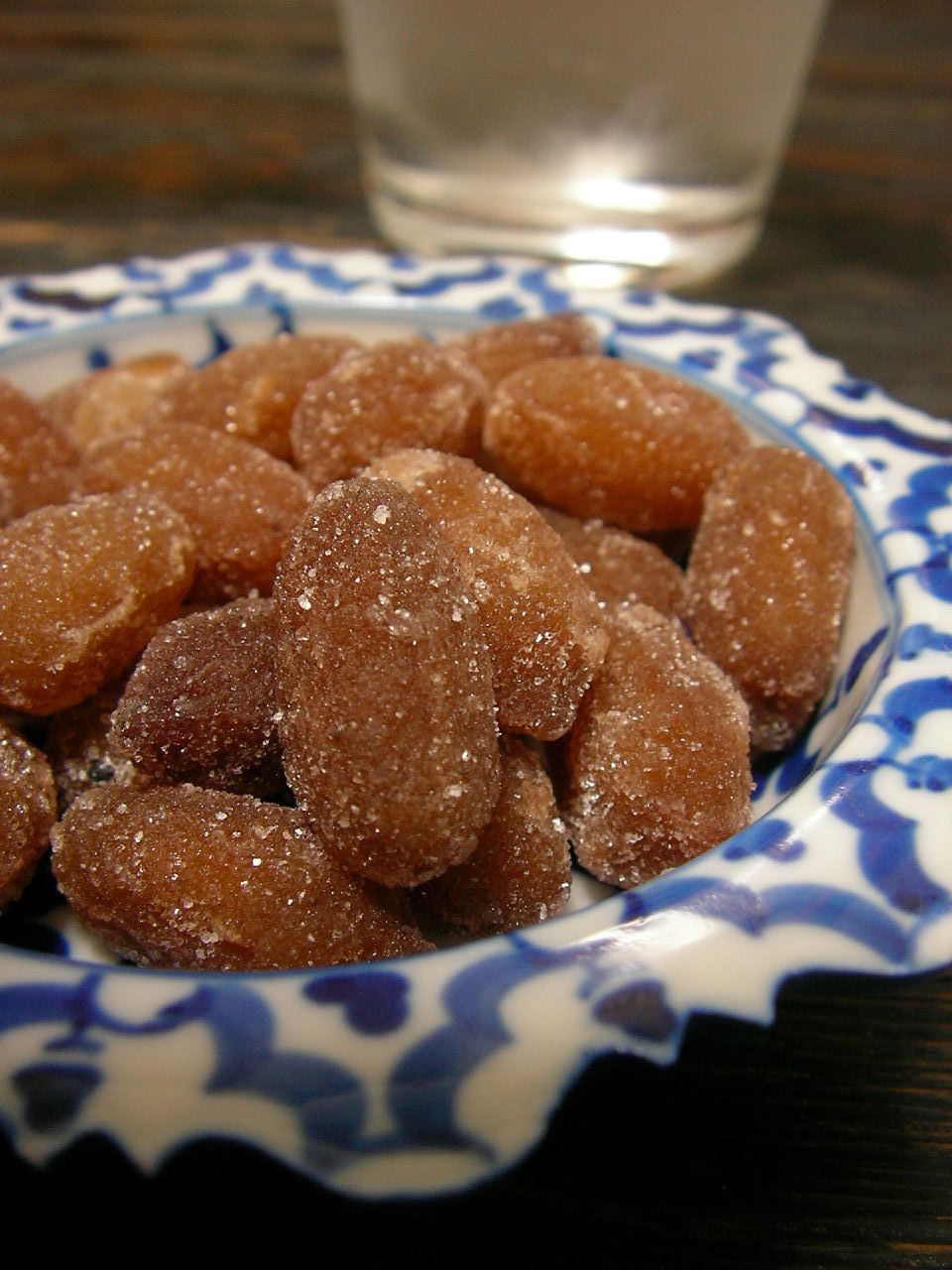
落花生を使用したもの

甘納豆（あまなっとう）は、豆類などを砂糖漬けにした和菓子のひとつ。栗、蓮の実、さつま芋の輪切りを加工したものもある。
発酵食品である納豆（糸引き納豆）とは関連性がない。近畿地方では、単に納豆と言えば塩辛納豆を指す場合もある。

## 概要
甘納豆は豆類に砂糖液を浸透させて、変形や変質を起こさない限度にまで砂糖の含量を大きい状態にして固定した砂糖菓子である。
主な材料は、小豆、ささげ（大角豆）、えんどう豆、そら豆、いんげん豆、紅花いんげん（花豆）。落花生や大豆（主に黒大豆：黒豆）なども用いられる。これらを砂糖と共に甘く煮詰め、さらに砂糖をまぶしてから乾燥させて作る。
具体的には、原料となる豆類を水に浸漬した後、水炊きを行い、その煮上がったものものに水を加えて熱を冷ました後、水を切る。
まず蜜掛け工程で、水を切った豆類などを濃度の薄いショ糖液に金網とともに移して一昼夜浸漬する。翌日に金網を引き上げて蜜を切り、蜜だけを煮詰めて104℃程度で再び一昼夜浸透させる。再び豆を引き上げた後、蜜を煮詰めて108℃から110℃になったところで再び浸し、蜜が沸騰したところで加熱を止めて40℃から50℃まで下がったところで蜜を十分に切る。
次の砂糖掛け工程で、乾燥砂糖を敷いた上に豆を移して上部からも乾燥砂糖をまぶし、熱が冷めるとともに表面が乾いて製品となる。

## 由来
由来には諸説有る。関西に弟子の多い岡女堂では、安政年間に甘納豆の老舗である岡女堂の初代である大谷彦平が京都本能寺門前にてぜんざいを火にかけすぎたことから偶然に甘納豆を発見し、大徳寺納豆から甘納豆と名付けた。そして1895年（明治28年）の第4回内国勧業博覧会の京都開催時に「ぼうだいの甘納豆」として出品され、宮内省御用達となったとされている。大阪天王寺の甘納豆専門店「青山甘納豆」では戦前の広告に甘納豆の文字があり、関西では戦前から広く甘納豆の名が親しまれていたことが確認できる。
関東では安政年間の1857年に榮太樓の3代目である細田安兵衛が、菓子の原料として向かなかったささげと榮太樓の蜜飴を、創意工夫して安くて美味しい菓子として苦労して初案。当初は淡雪と名付けられたが、田中謨某という文士が淡雪はよろしくない。浜名納豆に似ているゆえに甘名納糖と名づけたら、との助言を入れて命名されたとされる。大言海には甘名納糖の発明者として記載されている。なお甘名納糖は、1877年（明治10年）の内国勧業博覧会にて優等賞を得ている。
また、榮太樓ではその後も開発を継続し、1887年（明治20年）に白隠元を原料とした甘納豆を創製して村時雨と名付け、昭和初期には栗を原材料とした甘納豆を創製し、栗納糖と名付けた。

## 利用
北海道の道央圏や山梨県には、甘納豆を赤飯に入れる風習がある。室町時代に甲斐国（山梨県）南部の人々が移住した青森県の一部でもこの風習が残っている。